# Clasificación al Campeonato Europeo Sub-17 de la UEFA 2019
La competición clasificatoria para el Campeonato Europeo Sub-17 de la UEFA 2019 fue una competición de fútbol masculino sub-17 que determinó los 15 equipos que se unirían al anfitrión clasificado automáticamente, la Irlanda, en la fase final del campeonato.
Aparte de la Irlanda, los 54 equipos nacionales miembros de la UEFA restantes entraron en la competición de clasificación. Los jugadores nacidos a partir del 1 de enero de 2002 podían participar. A partir de esta temporada, se permiten hasta cinco sustituciones por equipo en cada partido. Además, cada partido tiene una duración habitual de 90 minutos, en lugar de los 80 minutos de temporadas anteriores.

## Formato
La competición clasificatoria consta de dos rondas:
- Ronda de clasificación: además de Inglaterra y Alemania, que reciben pases directos a la ronda élite como los equipos con el coeficiente de clasificación más alto, los 52 equipos restantes se sortean en 13 grupos de cuatro equipos. Cada grupo se juega en formato de todos contra todos en uno de los equipos seleccionados como anfitriones después del sorteo. Los 13 ganadores de grupo, los 13 segundos y los cuatro terceros clasificados con mejor registro frente al primer y segundo clasificado de su grupo avanzan a la ronda élite.
- Ronda élite: Los 32 equipos se sortean en ocho grupos de cuatro equipos. Cada grupo se juega en formato de todos contra todos en uno de los equipos seleccionados como anfitriones después del sorteo. Los ocho campeones de grupo y los siete subcampeones con mejor registro frente al primer y tercer clasificado de su grupo se clasifican para la fase final del torneo.

## Ronda de Clasificación

### Sorteo
El sorteo se realizó el 6 de diciembre de 2017 en Nyon, Suiza.

#### Grupo 1
| Pos. | Equipo            | Pts. | PJ | G | E | P | GF | GC | Dif. | Clasificación |
| ---- | ----------------- | ---- | -- | - | - | - | -- | -- | ---- | ------------- |
| 1    | Países Bajos      | 9    | 3  | 3 | 0 | 0 | 22 | 5  | +17  | Ronda Élite   |
| 2    | Suecia (H)        | 6    | 3  | 2 | 0 | 1 | 11 | 6  | +5   | Ronda Élite   |
| 3    | Montenegro (E)    | 3    | 3  | 1 | 0 | 2 | 2  | 8  | −6   |               |
| 4    | Liechtenstein (E) | 0    | 3  | 0 | 0 | 3 | 1  | 17 | −16  |               |

 Fuente: UEFA
| 27 de septiembre de 2018, 18:00 | Países Bajos | 10:1 (6:0) | Liechtenstein           | Estadio Rimnersvallen, Uddevalla, Suecia |                                 |
|                                 | - N. Bannis 11', 51' (pen.) - D. Proper 19' - B. Brobbey 20', 45' - J. Braaf 38' - K-J. Hoever 43', 53' - J. Pinas 56' - M. Taabouni 83' | Reporte    | - 86' (pen.) Y. Allaart | Árbitro(s): Iwan Arwel Griffith          | Árbitro(s): Iwan Arwel Griffith |

| 27 de septiembre de 2018, 18:00 | Montenegro | 0:2 (0:1) | Suecia                            | Skarsjövallen, Uddevalla, Suecia |                               |
|                                 |            | Reporte   | - 2' S. Nanasi - 85' D. Collander | Árbitro(s): Krzysztof Jakubik    | Árbitro(s): Krzysztof Jakubik |

| 30 de septiembre de 2018, 15:00 | Países Bajos                                                                             | 6:0 (4:0) | Montenegro | Skarsjövallen, Uddevalla, Suecia |                           |
|                                 | - M. Taabouni 14' - J. Braaf 17' - N. Bannis 24' (pen.), 72' (pen.) - S. Hansen 31', 66' | Reporte   |            | Árbitro(s): Denys Shurman        | Árbitro(s): Denys Shurman |

| 30 de septiembre de 2018, 15:00 | Suecia                                            | 5:0 (0:0) | Liechtenstein | Estadio Rimnersvallen, Uddevalla, Suecia |                                 |
|                                 | - T. Prica 67', 82' - K. Landsten 69', 79', 90+1' | Reporte   |               | Árbitro(s): Iwan Arwel Griffith          | Árbitro(s): Iwan Arwel Griffith |

| 3 de octubre de 2018, 18:00 | Suecia                                                           | 4:6 (1:1) | Países Bajos                                                                                       | Skarsjövallen, Uddevalla, Suecia |                               |
|                             | - T. Prica 25' - S. Nanasi 66', 90+1' (pen.) - K. Landsten 90+2' | Reporte   | - 30' (pen.), 56' (pen.), 61' (pen.) N. Bannis - 59' K-J. Hoever - 69' S. Allouch - 90+4' J. Pinas | Árbitro(s): Krzysztof Jakubik    | Árbitro(s): Krzysztof Jakubik |

| 3 de octubre de 2018, 18:00 | Liechtenstein | 0:2 (0:1) | Montenegro                        | Estadio Rimnersvallen, Uddevalla, Suecia |                           |
|                             |               | Reporte   | - 6' V. Dapčević - 55' O. Gasevic | Árbitro(s): Denys Shurman                | Árbitro(s): Denys Shurman |

#### Grupo 2
| Pos. | Equipo                   | Pts. | PJ | G | E | P | GF | GC | Dif. | Clasificación |
| ---- | ------------------------ | ---- | -- | - | - | - | -- | -- | ---- | ------------- |
| 1    | Ucrania                  | 7    | 3  | 2 | 1 | 0 | 16 | 4  | +12  | Ronda Élite   |
| 2    | Islandia                 | 5    | 3  | 1 | 2 | 0 | 11 | 3  | +8   | Ronda Élite   |
| 3    | Bosnia y Herzegovina (H) | 4    | 3  | 1 | 1 | 1 | 11 | 4  | +7   | Ronda Élite   |
| 4    | Gibraltar (E)            | 0    | 3  | 0 | 0 | 3 | 0  | 27 | −27  |               |

 Fuente: UEFA
| 10 de octubre de 2018, 15:00 | Bosnia y Herzegovina | 8:0 (3:0) | Gibraltar | FF BH Football Training Centre, Zenica, Bosnia y Herzegovina |                           |
|                              | - N. Jović 9' - S. Yeo 13' (a.g.) - S. Vintonji 45+2' - A. Jusupović 66', 83' - O. Beća 69' - A. Drljo 78' - S. Mujkanović 80' | Reporte   |           | Árbitro(s): Luis Teixeira                                    | Árbitro(s): Luis Teixeira |

| 10 de octubre de 2018, 15:00 | Islandia                                       | 2:2 (2:0) | Ucrania                         | Mladost Stadium, Kakanj, Bosnia y Herzegovina |                                   |
|                              | - B. Jóhannesson 4' - K. Vivcharenko 7' (a.g.) | Reporte   | - 65' V. Brazhko - 81' E. Kobak | Árbitro(s): Aleksandrs Anufrijevs             | Árbitro(s): Aleksandrs Anufrijevs |

| 13 de octubre de 2018, 15:00 | Bosnia y Herzegovina | 1:1 (1:0) | Islandia                    | FF BH Football Training Centre, Zenica, Bosnia y Herzegovina |                             |
|                              | - F. Duraković 44'   | Reporte   | - 68' (pen.) I. Johannesson | Árbitro(s): Robert Hennessy                                  | Árbitro(s): Robert Hennessy |

| 13 de octubre de 2018, 15:00 | Ucrania | 11:0 (4:0) | Gibraltar | Mladost Stadium, Kakanj, Bosnia y Herzegovina |                           |
|                              | - D. Skorko 8' - E. Shuranov 20', 57' - E. Kobak 33' - D. Honcharuk 45' - V. Bliznichenko 58' - H. Sudakov 70', 83', 87' - V. Vanat 73' (pen.), 75' | Reporte    |           | Árbitro(s): Luis Teixeira                     | Árbitro(s): Luis Teixeira |

| 16 de octubre de 2018, 15:00 | Ucrania                                        | 3:2 (2:1) | Bosnia y Herzegovina                           | Mladost Stadium, Kakanj, Bosnia y Herzegovina |                                   |
|                              | - H. Sudakov 13' (pen.) - E. Shuranov 29', 68' | Reporte   | - 45+1' A. Jusupović - 74' (pen.) F. Duraković | Árbitro(s): Aleksandrs Anufrijevs             | Árbitro(s): Aleksandrs Anufrijevs |

| 16 de octubre de 2018, 15:00 | Gibraltar | 0:8 (0:3) | Islandia | FF BH Football Training Centre, Zenica, Bosnia y Herzegovina |                             |
|                              |           | Reporte   | - 16' D. Snær Jóhannsson - 29', 80' E. Ellertsson - 43', 73' B. Jóhannesson - 50', 67' D. Djuric - 70' F. Baldursson | Árbitro(s): Robert Hennessy                                  | Árbitro(s): Robert Hennessy |

#### Grupo 3
| Pos. | Equipo        | Pts. | PJ | G | E | P | GF | GC | Dif. | Clasificación |
| ---- | ------------- | ---- | -- | - | - | - | -- | -- | ---- | ------------- |
| 1    | Austria       | 7    | 3  | 2 | 1 | 0 | 10 | 2  | +8   | Ronda Élite   |
| 2    | Eslovenia (H) | 7    | 3  | 2 | 1 | 0 | 4  | 2  | +2   | Ronda Élite   |
| 3    | Bulgaria (E)  | 3    | 3  | 1 | 0 | 2 | 4  | 4  | 0    |               |
| 4    | Malta (E)     | 0    | 3  | 0 | 0 | 3 | 2  | 12 | −10  |               |

 Fuente: UEFA
| 24 de octubre de 2018, 11:00 | Austria                                                                                  | 7:0 (3:0) | Malta | NNC Brdo, Kranj, Eslovenia   |                              |
|                              | - Braunöder 16' - Demir 18', 42' - Zimmermann 64', 69' - Köchl 88' (pen.) - Pehlivan 90' | Reporte   |       | Árbitro(s): Donald Robertson | Árbitro(s): Donald Robertson |

| 24 de octubre de 2018, 15:00 | Bulgaria | 0:1 (0:0) | Eslovenia   | NNC Brdo, Kranj, Eslovenia   |                              |
|                              |          | Reporte   | - 87' Panič | Árbitro(s): Jørgen Burchardt | Árbitro(s): Jørgen Burchardt |

| 27 de octubre de 2018, 11:00 | Austria                      | 2:1 (1:0) | Bulgaria      | NNC Brdo, Kranj, Eslovenia   |                              |
|                              | - Radulovic 13' - Koller 83' | Reporte   | - 49' Panchev | Árbitro(s): Donald Robertson | Árbitro(s): Donald Robertson |

| 27 de octubre de 2018, 15:00 | Eslovenia        | 2:1 (2:1) | Malta                | NNC Brdo, Kranj, Eslovenia   |                              |
|                              | - Šeško 18', 36' | Reporte   | - 27' (pen.) Veselji | Árbitro(s): Dejan Jakimovksi | Árbitro(s): Dejan Jakimovksi |

| 30 de octubre de 2018, 14:30 | Eslovenia   | 1:1 (1:1) | Austria        | NNC Brdo, Kranj, Eslovenia   |                              |
|                              | - Pečar 19' | Reporte   | - 45' Pehlivan | Árbitro(s): Jørgen Burchardt | Árbitro(s): Jørgen Burchardt |

| 30 de octubre de 2018, 14:30 | Malta         | 1:3 (1:0) | Bulgaria                 | Stanko Mlakar, Kranj, Eslovenia |                              |
|                              | - Mohnani 90' | Reporte   | - 41', 73', 90+3' Petkov | Árbitro(s): Dejan Jakimovksi    | Árbitro(s): Dejan Jakimovksi |

#### Grupo 4
| Pos. | Equipo                     | Pts. | PJ | G | E | P | GF | GC | Dif. | Clasificación |
| ---- | -------------------------- | ---- | -- | - | - | - | -- | -- | ---- | ------------- |
| 1    | España                     | 9    | 3  | 3 | 0 | 0 | 10 | 0  | +10  | Ronda Élite   |
| 2    | Israel                     | 6    | 3  | 2 | 0 | 1 | 10 | 4  | +6   | Ronda Élite   |
| 3    | Macedonia del Norte (H, E) | 3    | 3  | 1 | 0 | 2 | 5  | 5  | 0    |               |
| 4    | Islas Feroe (E)            | 0    | 3  | 0 | 0 | 3 | 0  | 16 | −16  |               |

 Fuente: UEFA
Criterios de clasificación: Qualification tiebreakers
| 20 de octubre de 2018, 11:00 | Islas Feroe | 0:6 (0:0) | Israel                                                                           | FFM Tranining Centre, Skopie, Macedonia del Norte |                         |
|                              |             | Reporte   | - 69', 72' L. Gabay - 75', 83' S. Podgoreanu - 87' D. Leidner - 90+1' E. Azoulay | Árbitro(s): Espen Eskås                           | Árbitro(s): Espen Eskås |

| 20 de octubre de 2018, 14:30 | España          | 1:0 (0:0) | Macedonia del Norte | FFM Tranining Centre, Skopie, Macedonia del Norte |                                  |
|                              | - Salazar 90+5' | Reporte   |                     | Árbitro(s): Ioannis Papadopoulos                  | Árbitro(s): Ioannis Papadopoulos |

| 23 de octubre de 2018, 11:00 | España                                                                    | 6:0 (3:0) | Islas Feroe | FFM Tranining Centre, Skopie, Macedonia del Norte |                        |
|                              | - Escobar 5' - Uriarte 10', 52' - Salazar 28' - Rodriguez 47' - Gómez 64' | Reporte   |             | Árbitro(s): Ian McNabb                            | Árbitro(s): Ian McNabb |

| 23 de octubre de 2018, 14:30 | Israel                                              | 4:1 (0:1) | Macedonia del Norte | FFM Tranining Centre, Skopie, Macedonia del Norte |                         |
|                              | - Harush 52' - Gabay 55' (pen.) - Torgeman 77', 79' | Reporte   | - 33' Feta          | Árbitro(s): Espen Eskås                           | Árbitro(s): Espen Eskås |

| 26 de octubre de 2018, 14:30 | Israel | 0:3 (0:2) | España                                         | Estadio Filip II de Macedonia, Skopie, Macedonia del Norte |                                  |
|                              |        | Reporte   | - 40' Blesa Pina - 43' Escobar - 90+3' Uriarte | Árbitro(s): Ioannis Papadopoulos                           | Árbitro(s): Ioannis Papadopoulos |

| 26 de octubre de 2018, 14:30 | Macedonia del Norte                             | 4:0 (2:0) | Islas Feroe | FFM Tranining Centre, Skopie, Macedonia del Norte |                        |
|                              | - Omeragikj 10', 36' - Nikolov 79' - Feta 90+2' | Reporte   |             | Árbitro(s): Ian McNabb                            | Árbitro(s): Ian McNabb |

#### Grupo 5
| Pos. | Equipo        | Pts. | PJ | G | E | P | GF | GC | Dif. | Clasificación |
| ---- | ------------- | ---- | -- | - | - | - | -- | -- | ---- | ------------- |
| 1    | Kosovo        | 6    | 3  | 2 | 0 | 1 | 3  | 2  | +1   | Ronda Élite   |
| 2    | Escocia       | 5    | 3  | 1 | 2 | 0 | 4  | 3  | +1   | Ronda Élite   |
| 3    | Suiza         | 4    | 3  | 1 | 1 | 1 | 4  | 2  | +2   | Ronda Élite   |
| 4    | Chipre (H, E) | 1    | 3  | 0 | 1 | 2 | 1  | 5  | −4   |               |

 Fuente: UEFA
| 26 de octubre de 2018, 14:00 | Escocia                    | 2:1 (1:0) | Kosovo        | Esatdio Stelios Kyriakides, Paphos, Chipre |                            |
|                              | - Fiorini 28' - Winter 77' | Reporte   | - 71' Bilalli | Árbitro(s): Alexandru Tean                 | Árbitro(s): Alexandru Tean |

| 26 de octubre de 2018, 14:00 | Chipre | 0:3 (0:0) | Suiza                                 | Estadio Municipal de Peyia, Peyia, Chipre |                           |
|                              |        | Reporte   | - 48' Cotter - 55' Brnic - 59' Rieder | Árbitro(s): João Pinheiro                 | Árbitro(s): João Pinheiro |

| 29 de octubre de 2018, 14:00 | Escocia       | 1:1 (0:1) | Chipre             | Estadio Municipal de Peyia, Peyia, Chipre |                           |
|                              | - Fiorini 87' | Reporte   | - 39' Georgallides | Árbitro(s): Ferenc Karakó                 | Árbitro(s): Ferenc Karakó |

| 29 de octubre de 2018, 14:00 | Suiza | 0:1 (0:0) | Kosovo        | Esatdio Stelios Kyriakides, Paphos, Chipre |                            |
|                              |       | Reporte   | - 63' Zumberi | Árbitro(s): Alexandru Tean                 | Árbitro(s): Alexandru Tean |

| 1 de noviembre de 2018, 14:00 | Suiza        | 1:1 (0:1) | Escocia      | Estadio Stelios Kyriakides, Paphos, Chipre |                           |
|                               | - Rieder 53' | Reporte   | - 13' Winter | Árbitro(s): João Pinheiro                  | Árbitro(s): João Pinheiro |

| 1 de noviembre de 2018, 14:00 | Kosovo       | 1:0 (0:0) | Chipre | Estadio Municipal de Peyia, Peyia, Chipre |                           |
|                               | - Avdyli 63' | Reporte   |        | Árbitro(s): Ferenc Karakó                 | Árbitro(s): Ferenc Karakó |

#### Grupo 6
| Pos. | Equipo        | Pts. | PJ | G | E | P | GF | GC | Dif. | Clasificación |
| ---- | ------------- | ---- | -- | - | - | - | -- | -- | ---- | ------------- |
| 1    | Dinamarca (H) | 9    | 3  | 3 | 0 | 0 | 9  | 3  | +6   | Ronda Élite   |
| 2    | Rusia         | 6    | 3  | 2 | 0 | 1 | 13 | 2  | +11  | Ronda Élite   |
| 3    | Estonia (E)   | 3    | 3  | 1 | 0 | 2 | 3  | 11 | −8   |               |
| 4    | Georgia (E)   | 0    | 3  | 0 | 0 | 3 | 2  | 11 | −9   |               |

 Fuente: UEFA
| 24 de octubre de 2018, 13:00 | Georgia          | 1:3 (1:1) | Dinamarca                                | Hobro Stadium, Hobro, Dinamarca |                             |
|                              | - Morchiladze 3' | Reporte   | - 38', 58' Højberre-Thomsen - 90+3' Lind | Árbitro(s): Milovan Milačić     | Árbitro(s): Milovan Milačić |

| 24 de octubre de 2018, 18:00 | Rusia                                                                | 6:0 (0:0) | Estonia | Skive Stadium, Skive, Dinamarca |                                |
|                              | - Kotin 46' - Schetinin 58', 76' (pen.), 87', 90+1' - Shapovalov 62' | Reporte   |         | Árbitro(s): Christopher Jaeger  | Árbitro(s): Christopher Jaeger |

| 27 de octubre de 2018, 13:00 | Rusia                                                                        | 7:1 (3:0) | Georgia          | Viborg Stadion, Viborg, Dinamarca |                             |
|                              | - Shamkin 1', 22' - Schetinin 40', 56' (pen.), 75' (pen.) - Kratkov 65', 76' | Reporte   | - 73' Abuashvili | Árbitro(s): Nejc Kajtazović       | Árbitro(s): Nejc Kajtazović |

| 27 de octubre de 2018, 18:00 | Dinamarca                                             | 5:2 (3:1) | Estonia                                 | Viborg Stadion, Viborg, Dinamarca |                             |
|                              | - Crone 11' (pen.), 44', 86' - Haahr 17' - Simsir 60' | Reporte   | - 45+1' Šapovalov - 89' (a.g.) Obbekjær | Árbitro(s): Milovan Milačić       | Árbitro(s): Milovan Milačić |

| 30 de octubre de 2018, 13:00 | Dinamarca      | 1:0 (0:0) | Rusia | Skive Stadium, Skive, Dinamarca |                                |
|                              | - Sørensen 74' | Reporte   |       | Árbitro(s): Christopher Jaeger  | Árbitro(s): Christopher Jaeger |

| 30 de octubre de 2018, 13:00 | Estonia       | 1:0 (1:0) | Georgia | Vildbjerg SF, Vildbjerg, Dinamarca |                             |
|                              | - Kruglov 27' | Reporte   |         | Árbitro(s): Nejc Kajtazović        | Árbitro(s): Nejc Kajtazović |

#### Grupo 7
| Pos. | Equipo         | Pts. | PJ | G | E | P | GF | GC | Dif. | Clasificación |
| ---- | -------------- | ---- | -- | - | - | - | -- | -- | ---- | ------------- |
| 1    | Francia        | 9    | 3  | 3 | 0 | 0 | 9  | 2  | +7   | Ronda Élite   |
| 2    | Polonia (H)    | 6    | 3  | 2 | 0 | 1 | 10 | 7  | +3   | Ronda Élite   |
| 3    | Finlandia (E)  | 3    | 3  | 1 | 0 | 2 | 4  | 4  | 0    |               |
| 4    | Luxemburgo (E) | 0    | 3  | 0 | 0 | 3 | 3  | 13 | −10  |               |

 Fuente: UEFA
| 25 de octubre de 2018, 13:00 | Finlandia     | 1:2 (1:0) | Polonia                            | Miejski Osrodek Sportu, Zabki, Polonia |                             |
|                              | - Rissanen 9' | Reporte   | - 70' Zalewski - 90+3' Marchwiński | Árbitro(s): Dumitri Muntean            | Árbitro(s): Dumitri Muntean |

| 25 de octubre de 2018, 18:00 | Francia                                                  | 4:0 (1:0) | Luxemburgo | Miejski Osrodek Sportu, Zabki, Polonia |                          |
|                              | - Zidane 3' - Hassan 56' - Kouassi 69' - Aouchiche 90+2' | Reporte   |            | Árbitro(s): Urs Schnyder               | Árbitro(s): Urs Schnyder |

| 28 de octubre de 2018, 13:00 | Francia                            | 2:1 (1:1) | Finlandia       | Stadion RKS Ursus, Varsovia, Polonia |                            |
|                              | - Kembo 28' - Miettinen 47' (a.g.) | Reporte   | - 32' Anini Jr. | Árbitro(s): Yaroslav Kozyk           | Árbitro(s): Yaroslav Kozyk |

| 28 de octubre de 2018, 13:00 | Polonia                                                                                     | 7:3 (4:2) | Luxemburgo                             | Miejski Osrodek Sportu, Zabki, Polonia |                          |
|                              | - Turski 1', 3' - Niewiadomski 8' - Kozłowski 23' - Marchwiński 52' - Wędrychowski 85', 90' | Reporte   | - 17', 75' Curci - 26' (pen.) Hoffmann | Árbitro(s): Urs Schnyder               | Árbitro(s): Urs Schnyder |

| 31 de octubre de 2018, 13:00 | Polonia              | 1:3 (0:1) | Francia                                               | Miejski Osrodek Sportu, Zabki, Polonia |                             |
|                              | - Pembele 46' (a.g.) | Reporte   | - 9' Aouchiche - 83' (a.g.) Niewiadomski - 90' Zidane | Árbitro(s): Dumitri Muntean            | Árbitro(s): Dumitri Muntean |

| 31 de octubre de 2018, 13:00 | Luxemburgo | 0:2 (0:1) | Finlandia               | Stadion RKS Ursus, Varsovia, Polonia |                            |
|                              |            | Reporte   | - 31' Ala - 87' Marhiev | Árbitro(s): Yaroslav Kozyk           | Árbitro(s): Yaroslav Kozyk |

#### Grupo 8
| Pos. | Equipo          | Pts. | PJ | G | E | P | GF | GC | Dif. | Clasificación |
| ---- | --------------- | ---- | -- | - | - | - | -- | -- | ---- | ------------- |
| 1    | República Checa | 9    | 3  | 3 | 0 | 0 | 9  | 0  | +9   | Ronda Élite   |
| 2    | Noruega         | 6    | 3  | 2 | 0 | 1 | 7  | 3  | +4   | Ronda Élite   |
| 3    | Albania (H, E)  | 3    | 3  | 1 | 0 | 2 | 2  | 9  | −7   |               |
| 4    | Azerbaiyán (E)  | 0    | 3  | 0 | 0 | 3 | 1  | 7  | −6   |               |

 Fuente: UEFA
| 23 de octubre de 2018, 12:00 | Azerbaiyán     | 1:4 (0:3) | Noruega                                                             | Abdurrahman Roza Haxhiu Stadium, Lushnjë, Albania |                           |
|                              | - Gurbanli 89' | Reporte   | - 18' (pen.) Geelmuyden - 19' Bjørkås - 20' Oppegård - 71' Vallotto | Árbitro(s): Admir Šehović                         | Árbitro(s): Admir Šehović |

| 23 de octubre de 2018, 14:00 | República Checa                                                  | 6:0 (4:0) | Albania | Elbasan Arena, Elbasan, Albania |                        |
|                              | - Wojatschke 13', 19', 49' - Svoboda 23' - Hložek 42' - Sejk 87' | Reporte   |         | Árbitro(s): Igor Pajac          | Árbitro(s): Igor Pajac |

| 26 de octubre de 2018, 12:00 | República Checa              | 2:0 (1:0) | Azerbaiyán | Abdurrahman Roza Haxhiu Stadium, Lushnjë, Albania |                            |
|                              | - Wojatschke 9' - Hložek 89' | Reporte   |            | Árbitro(s): Boris Marhefka                        | Árbitro(s): Boris Marhefka |

| 26 de octubre de 2018, 14:00 | Noruega                                         | 3:1 (1:0) | Albania     | Elbasan Arena, Elbasan, Albania |                           |
|                              | - Geelmuyden 45+2' (pen.) - Oppegård 61', 90+4' | Reporte   | - 80' Gjini | Árbitro(s): Admir Šehović       | Árbitro(s): Admir Šehović |

| 29 de octubre de 2018, 14:00 | Noruega | 0:1 (0:0) | República Checa | Abdurrahman Roza Haxhiu Stadium, Lushnjë, Albania |                        |
|                              |         | Reporte   | - 69' Svoboda   | Árbitro(s): Igor Pajac                            | Árbitro(s): Igor Pajac |

| 29 de octubre de 2018, 14:00 | Albania            | 1:0 (1:0) | Azerbaiyán | Elbasan Arena, Elbasan, Albania |                            |
|                              | - Mitaj 44' (pen.) | Reporte   |            | Árbitro(s): Boris Marhefka      | Árbitro(s): Boris Marhefka |

#### Grupo 9
| Pos. | Equipo       | Pts. | PJ | G | E | P | GF | GC | Dif. | Clasificación |
| ---- | ------------ | ---- | -- | - | - | - | -- | -- | ---- | ------------- |
| 1    | Hungría (H)  | 7    | 3  | 2 | 1 | 0 | 4  | 0  | +4   | Ronda Élite   |
| 2    | Rumania      | 5    | 3  | 1 | 2 | 0 | 6  | 2  | +4   | Ronda Élite   |
| 3    | Serbia       | 4    | 3  | 1 | 1 | 1 | 4  | 4  | 0    | Ronda Élite   |
| 4    | Lituania (E) | 0    | 3  | 0 | 0 | 3 | 1  | 9  | −8   |               |

 Fuente: UEFA
| 30 de septiembre de 2018, 16:00 | Serbia                       | 2:1 (0:0) | Lituania              | Budafok, Budapest, Hungría |                           |
|                                 | - N. Colic 53' - M. Baic 61' | Reporte   | - 82' E. Abramavičius | Árbitro(s): Daniyar Sakhi  | Árbitro(s): Daniyar Sakhi |

| 30 de septiembre de 2018, 16:00 | Rumania | 0:0     | Hungría | Globall Football Park, Telki, Hungría |                                 |
|                                 |         | Reporte |         | Árbitro(s): Kristoffer Karlsson       | Árbitro(s): Kristoffer Karlsson |

| 3 de octubre de 2018, 16:00 | Serbia                    | 2:2 (0:0) | Rumania                           | Csákvár Városi Stadion, Csákvár, Hungría |                         |
|                             | - D. Miladinović 55', 56' | Reporte   | - 63' I. Stoica - 81' L. Munteanu | Árbitro(s): Rohit Saggi                  | Árbitro(s): Rohit Saggi |

| 3 de octubre de 2018, 16:00 | Hungría                                           | 3:0 (2:0) | Lituania | Globall Football Park, Telki, Hungría |                           |
|                             | - G. Komáromi 24' - Á. Zuigeber 45+2' (pen.), 68' | Reporte   |          | Árbitro(s): Daniyar Sakhi             | Árbitro(s): Daniyar Sakhi |

| 6 de octubre de 2018, 13:00 | Hungría         | 1:0 (1:0) | Serbia | Globall Football Park, Telki, Hungría |                                 |
|                             | - P. Baráth 29' | Reporte   |        | Árbitro(s): Kristoffer Karlsson       | Árbitro(s): Kristoffer Karlsson |

| 6 de octubre de 2018, 13:00 | Lituania | 0:4 (0:1) | Rumania                                                                 | Csákvár Városi Stadion, Csákvár, Hungría |                         |
|                             |          | Reporte   | - 5' I. Stoica - 67' L. Munteanu - 76' (pen.) A. Pitu - 84' R. Dragusin | Árbitro(s): Rohit Saggi                  | Árbitro(s): Rohit Saggi |

#### Grupo 10
| Pos. | Equipo            | Pts. | PJ | G | E | P | GF | GC | Dif. | Clasificación |
| ---- | ----------------- | ---- | -- | - | - | - | -- | -- | ---- | ------------- |
| 1    | Eslovaquia        | 9    | 3  | 3 | 0 | 0 | 12 | 0  | +12  | Ronda Élite   |
| 2    | Irlanda del Norte | 4    | 3  | 1 | 1 | 1 | 7  | 2  | +5   | Ronda Élite   |
| 3    | Turquía (H)       | 4    | 3  | 1 | 1 | 1 | 7  | 4  | +3   | Ronda Élite   |
| 4    | San Marino (E)    | 0    | 3  | 0 | 0 | 3 | 0  | 20 | −20  |               |

 Fuente: UEFA
| 25 de octubre de 2018, 12:00 | Irlanda del Norte | 0:1 (0:1) | Eslovaquia    | Complejo Deportivo Arslan Zeki Demirci, 2, Manavgat, Turquía |                             |
|                              |                   | Reporte   | - 8' Čerepkai | Árbitro(s): Lawrence Visser                                  | Árbitro(s): Lawrence Visser |

| 25 de octubre de 2018, 15:30 | Turquía                                                                          | 6:0 (2:0) | San Marino | Complejo Deportivo Arslan Zeki Demirci, 1, Manavgat, Turquía |                              |
|                              | - Çoğalan 19' - Akpınar 27' - Bayrak 47' - Üreyen 65' - Akman 67' - Sevinç 90+4' | Reporte   |            | Árbitro(s): Aleksei Matyunin                                 | Árbitro(s): Aleksei Matyunin |

| 27 de octubre de 2018, 12:00 | Eslovaquia                                                                                          | 8:0 (4:0) | San Marino | Complejo Deportivo Arslan Zeki Demirci, 2, Manavgat, Turquía |                       |
|                              | - Šviderský 9' - Čerepkai 19' - Szetei 25' - Suslov 27' - Nebyla 52' - Matoš 66', 72' - Leitner 82' | Reporte   |            | Árbitro(s): Genc Nuza                                        | Árbitro(s): Genc Nuza |

| 27 de octubre de 2018, 15:30 | Turquía       | 1:1 (1:1) | Irlanda del Norte | Complejo Deportivo Arslan Zeki Demirci, 1, Manavgat, Turquía |                              |
|                              | - Akpınar 11' | Reporte   | - 33' Wylie       | Árbitro(s): Aleksei Matyunin                                 | Árbitro(s): Aleksei Matyunin |

| 30 de octubre de 2018, 13:30 | Eslovaquia                       | 3:0 (2:0) | Turquía | Complejo Deportivo Arslan Zeki Demirci, 1, Manavgat, Turquía |                             |
|                              | - Suslov 28', 51' - Čerepkai 35' | Reporte   |         | Árbitro(s): Lawrence Visser                                  | Árbitro(s): Lawrence Visser |

| 30 de octubre de 2018, 13:30 | San Marino | 0:6 (0:5) | Irlanda del Norte                                               | Complejo Deportivo Arslan Zeki Demirci, 2, Manavgat, Turquía |                       |
|                              |            | Reporte   | - 6' (pen.), 8' (pen.) Burns - 12', 28', 51' Wylie - 39' Taylor | Árbitro(s): Genc Nuza                                        | Árbitro(s): Genc Nuza |

#### Grupo 11
| Pos. | Equipo         | Pts. | PJ | G | E | P | GF | GC | Dif. | Clasificación |
| ---- | -------------- | ---- | -- | - | - | - | -- | -- | ---- | ------------- |
| 1    | Portugal (H)   | 9    | 3  | 3 | 0 | 0 | 18 | 1  | +17  | Ronda Élite   |
| 2    | Bielorrusia    | 4    | 3  | 1 | 1 | 1 | 4  | 6  | −2   | Ronda Élite   |
| 3    | Kazajistán (E) | 3    | 3  | 1 | 0 | 2 | 2  | 12 | −10  |               |
| 4    | Gales (E)      | 1    | 3  | 0 | 1 | 2 | 3  | 8  | −5   |               |

 Fuente: UEFA
| 10 de octubre de 2018, 15:00 | Bielorrusia                                         | 2:2 (0:1) | Gales                             | Centro de Treino, Luso, Portugal |                           |
|                              | - A. Shalashnikov 65' (pen.) - D. Robson 87' (a.g.) | Reporte   | - 11' J. Thomas - 79' B. Gibbings | Árbitro(s): Fyodor Zammit        | Árbitro(s): Fyodor Zammit |

| 10 de octubre de 2018, 17:00 | Portugal | 10:0 (5:0) | Kazajistán | Estadio Municipal de Aveiro, Aveiro, Portugal |                                          |
|                              | - F. Quizera 19' - P. Bernardo 21' - F. Cruz 26' - D. Rodrigues 39', 45+1' - R. Camara 49', 67' - Gerson 57' - T. Tomás 75' - G. Batalha 80' | Reporte    |            | Árbitro(s): Kári Jóannesarson Á Høvdanum      | Árbitro(s): Kári Jóannesarson Á Høvdanum |

| 13 de octubre de 2018, 15:00 | Gales | 0:1 (0:0) | Kazajistán     | Complexo Desportivo da Tocha, Tocha, Portugal |                           |
|                              |       | Reporte   | - 86' A. Dobay | Árbitro(s): Fyodor Zammit                     | Árbitro(s): Fyodor Zammit |

| 13 de octubre de 2018, 17:00 | Portugal                                                 | 3:0 (2:0) | Bielorrusia | Estadio Municipal de Aveiro, Aveiro, Portugal |                           |
|                              | - V. Kalinin 4' (a.g.) - F. Quizera 32' - B. Tavares 82' | Reporte   |             | Árbitro(s): Jari Järvinen                     | Árbitro(s): Jari Järvinen |

| 16 de octubre de 2018, 17:00 | Gales            | 1:5 (1:1) | Portugal                                                            | Estadio Municipal de Aveiro, Aveiro, Portugal |                           |
|                              | - M. Sparkes 24' | Reporte   | - 9' F. Quizera - 59' P. Bernardo - 75', 77' Gerson - 88' P. Brazão | Árbitro(s): Jari Järvinen                     | Árbitro(s): Jari Järvinen |

| 16 de octubre de 2018, 17:00 | Kazajistán             | 1:2 (1:0) | Bielorrusia                         | Estadio Municipal Sergio Conceição, Coímbra, Portugal |                                          |
|                              | - T. Abdurakhmanov 39' | Reporte   | - 63' K. Zabelin - 77' M. Natynchik | Árbitro(s): Kári Jóannesarson Á Høvdanum              | Árbitro(s): Kári Jóannesarson Á Høvdanum |

#### Grupo 12
| Pos. | Equipo          | Pts. | PJ | G | E | P | GF | GC | Dif. | Clasificación |
| ---- | --------------- | ---- | -- | - | - | - | -- | -- | ---- | ------------- |
| 1    | Bélgica         | 9    | 3  | 3 | 0 | 0 | 9  | 0  | +9   | Ronda Élite   |
| 2    | Grecia          | 4    | 3  | 1 | 1 | 1 | 2  | 4  | −2   | Ronda Élite   |
| 3    | Letonia (E)     | 2    | 3  | 0 | 2 | 1 | 3  | 8  | −5   |               |
| 4    | Moldavia (H, E) | 1    | 3  | 0 | 1 | 2 | 2  | 4  | −2   |               |

 Fuente: UEFA
| 25 de octubre de 2018, 14:00 | Bélgica      | 1:0 (1:0) | Moldavia | CPSM, Vadul lui Vodă, Moldavia |                           |
|                              | - Engolo 39' | Reporte   |          | Árbitro(s): Volen Chinkov      | Árbitro(s): Volen Chinkov |

| 25 de octubre de 2018, 14:00 | Letonia      | 1:1 (1:0) | Grecia       | District Sport Complex, Orhei, Moldavia |                          |
|                              | - Lagūns 32' | Reporte   | - 78' Tzolis | Árbitro(s): Tim Marshall                | Árbitro(s): Tim Marshall |

| 28 de octubre de 2018, 14:00 | Bélgica                                                                 | 5:0 (3:0) | Letonia | District Sport Complex, Orhei, Moldavia |                                |
|                              | - Engolo 9' - Doku 35' (pen.), 39' - Idumbo-Mazumbo 84' - Al Dakhil 85' | Reporte   |         | Árbitro(s): Kristoffer Hagenes          | Árbitro(s): Kristoffer Hagenes |

| 28 de octubre de 2018, 14:00 | Grecia              | 1:0 (1:0) | Moldavia | CPSM, Vadul lui Vodă, Moldavia |                           |
|                              | - Tzolis 25' (pen.) | Reporte   |          | Árbitro(s): Volen Chinkov      | Árbitro(s): Volen Chinkov |

| 31 de octubre de 2018, 12:00 | Grecia | 0:3 (0:1) | Bélgica                                 | District Sport Complex, Orhei, Moldavia |                                |
|                              |        | Reporte   | - 45' El Hadj - 50', 79' Idumbo-Mazumbo | Árbitro(s): Kristoffer Hagenes          | Árbitro(s): Kristoffer Hagenes |

| 31 de octubre de 2018, 12:00 | Moldavia                  | 2:2 (2:0) | Letonia                    | CPSM, Vadul lui Vodă, Moldavia |                          |
|                              | - Gherman 8' - Danu 45+2' | Reporte   | - 59' Lagūns - 75' Meļņiks | Árbitro(s): Tim Marshall       | Árbitro(s): Tim Marshall |

#### Grupo 13
| Pos. | Equipo      | Pts. | PJ | G | E | P | GF | GC | Dif. | Clasificación |
| ---- | ----------- | ---- | -- | - | - | - | -- | -- | ---- | ------------- |
| 1    | Italia      | 9    | 3  | 3 | 0 | 0 | 13 | 0  | +13  | Ronda Élite   |
| 2    | Croacia (H) | 6    | 3  | 2 | 0 | 1 | 6  | 3  | +3   | Ronda Élite   |
| 3    | Andorra (E) | 3    | 3  | 1 | 0 | 2 | 3  | 10 | −7   |               |
| 4    | Armenia (E) | 0    | 3  | 0 | 0 | 3 | 0  | 9  | −9   |               |

 Fuente: UEFA
| 27 de octubre de 2018, 12:30 | Italia                                                                                   | 7:0 (4:0) | Andorra | Estadio Hrvatski Vitezovi, Dugopolje, Croacia |                          |
|                              | - Cudrig 19', 64' - Oristanio 23' - Tongya 28' - Spina 39' - Esposito 85' - Cester 90+2' | Reporte   |         | Árbitro(s): Juxhin Xhaja                      | Árbitro(s): Juxhin Xhaja |

| 27 de octubre de 2018, 15:00 | Armenia | 0:3 (0:2) | Croacia                                  | Estadio Gradski, Sinj, Croacia |                                |
|                              |         | Reporte   | - 12' Vasilj - 36' Biuk - 90+3' Groznica | Árbitro(s): Bryn Markham-Jones | Árbitro(s): Bryn Markham-Jones |

| 30 de octubre de 2018, 11:00 | Italia                                          | 3:0 (2:0) | Armenia | Estadio Gradski, Sinj, Croacia |                          |
|                              | - Tongya 19' - Esposito 26' (pen.) - Cudrig 87' | Reporte   |         | Árbitro(s): Luis Godinho       | Árbitro(s): Luis Godinho |

| 30 de octubre de 2018, 17:00 | Croacia                           | 3:0 (1:0) | Andorra | Estadio Hrvatski Vitezovi, Dugopolje, Croacia |                                |
|                              | - Vasilj 45+2', 90+1' - Sučić 77' | Reporte   |         | Árbitro(s): Bryn Markham-Jones                | Árbitro(s): Bryn Markham-Jones |

| 2 de noviembre de 2018, 14:00 | Croacia | 0:3 (0:2) | Italia                                   | Estadio Gradski, Sinj, Croacia |                          |
|                               |         | Reporte   | - 34' Cudrig - 37' Esposit - 71' Lamanna | Árbitro(s): Luis Godinho       | Árbitro(s): Luis Godinho |

| 2 de noviembre de 2018, 14:00 | Andorra                                      | 3:0 (3:0) | Armenia | Estadio Hrvatski Vitezovi, Dugopolje, Croacia |                          |
|                               | - Bellido 5' (pen.) - Romero 16' - Rosas 21' | Reporte   |         | Árbitro(s): Juxhin Xhaja                      | Árbitro(s): Juxhin Xhaja |

### Ranking de los terceros puestos
Los cuatro mejores terceros lugares de los 13 grupos pasarán a la siguiente ronda junto a los 2 mejores de cada grupo. (Se contabilizan los resultados obtenidos en contra de los ganadores y los segundos clasificados de cada grupo). Quienes avanzaron en esta ronda fueron: Bosnia y Herzegovina, Serbia, Suiza y Turquía
| Pos. | Grp. | Equipo                  | Pts. | PJ | G | E | P | GF | GC | Dif. | Clasificación |
| ---- | ---- | ----------------------- | ---- | -- | - | - | - | -- | -- | ---- | ------------- |
| 1    | 2    | Bosnia y Herzegovina    | 1    | 2  | 0 | 1 | 1 | 3  | 4  | −1   | Ronda Élite   |
| 2    | 9    | Serbia                  | 1    | 2  | 0 | 1 | 1 | 2  | 3  | −1   | Ronda Élite   |
| 3    | 5    | Suiza                   | 1    | 2  | 0 | 1 | 1 | 1  | 2  | −1   | Ronda Élite   |
| 4    | 10   | Turquía                 | 1    | 2  | 0 | 1 | 1 | 1  | 4  | −3   | Ronda Élite   |
| 5    | 12   | Letonia (E)             | 1    | 2  | 0 | 1 | 1 | 1  | 6  | −5   |               |
| 6    | 7    | Finlandia (E)           | 0    | 2  | 0 | 0 | 2 | 2  | 4  | −2   |               |
| 7    | 3    | Bulgaria (E)            | 0    | 2  | 0 | 0 | 2 | 1  | 3  | −2   |               |
| 8    | 4    | Macedonia del Norte (E) | 0    | 2  | 0 | 0 | 2 | 1  | 5  | −4   |               |
| 9    | 8    | Albania (E)             | 0    | 2  | 0 | 0 | 2 | 1  | 9  | −8   |               |
| 10   | 1    | Montenegro (E)          | 0    | 2  | 0 | 0 | 2 | 0  | 8  | −8   |               |
| 11   | 6    | Estonia (E)             | 0    | 2  | 0 | 0 | 2 | 2  | 11 | −9   |               |
| 12   | 13   | Andorra (E)             | 0    | 2  | 0 | 0 | 2 | 0  | 10 | −10  |               |
| 13   | 11   | Kazajistán (E)          | 0    | 2  | 0 | 0 | 2 | 1  | 12 | −11  |               |

 Fuente: UEFA
Criterios de clasificación: 1) puntos; 2) gol diferencia; 3) goles anotados; 4) puntos disciplinarios; 5) coeficiente; 6) sorteo.

## Ronda Élite
El sorteo se realizó el 6 de diciembre de 2018 en Nyon, Suiza.
Pasan a la siguiente ronda los ganadores de grupo, junto a Inglaterra y Alemania, por tener mejor coeficiente.

#### Grupo 1
| Pos. | Equipo         | Pts. | PJ | G | E | P | GF | GC | Dif. | Clasificación |
| ---- | -------------- | ---- | -- | - | - | - | -- | -- | ---- | ------------- |
| 1    | Italia         | 9    | 3  | 3 | 0 | 0 | 9  | 1  | +8   | Fase Final    |
| 2    | Austria        | 4    | 3  | 1 | 1 | 1 | 6  | 5  | +1   | Fase Final    |
| 3    | Rumania (E)    | 3    | 3  | 1 | 0 | 2 | 4  | 9  | −5   |               |
| 4    | Turquía (H, E) | 1    | 3  | 0 | 1 | 2 | 1  | 5  | −4   |               |

 Fuente: UEFA
| 20 de marzo de 2019, 12:00 | Rumania               | 1:5 (0:3) | Austria                                              | Complejo Deportivo Arslan Zeki Demirci 2, Manavgat, Turquía |                              |
|                            | - Koller 90+2' (a.g.) | Reporte   | - 16' Nelson - 22', 39' Pehlivan - 73', 90+1' Böckle | Árbitro(s): Dejan Jakimovksi                                | Árbitro(s): Dejan Jakimovksi |

| 20 de marzo de 2019, 15:00 | Italia                       | 2:0 (0:0) | Turquía | Complejo Deportivo Arslan Zeki Demirci 1, Manavgat, Turquía |                                            |
|                            | - Esposito 54' - Moretti 79' | Reporte   |         | Árbitro(s): Antonio Emanuel Carvalho Nobre                  | Árbitro(s): Antonio Emanuel Carvalho Nobre |

| 23 de marzo de 2019, 12:00 | Italia                                   | 3:0 (2:0) | Rumania | Complejo Deportivo Arslan Zeki Demirci 2, Manavgat, Turquía |                            |
|                            | - Cudrig 37' - Esposito 41' - Tongya 67' | Reporte   |         | Árbitro(s): Kaspar Sjöberg                                  | Árbitro(s): Kaspar Sjöberg |

| 23 de marzo de 2019, 15:00 | Austria | 0:0     | Turquía | Complejo Deportivo Arslan Zeki Demirci 1, Manavgat, Turquía |                              |
|                            |         | Reporte |         | Árbitro(s): Dejan Jakimovksi                                | Árbitro(s): Dejan Jakimovksi |

| 26 de marzo de 2019, 14:00 | Austria       | 1:4 (0:1) | Italia                                          | Complejo Deportivo Arslan Zeki Demirci 2, Manavgat, Turquía |                                            |
|                            | - Polster 75' | Reporte   | - 40' Lamanna - 55', 77' Bonfanti - 61' Brentan | Árbitro(s): Antonio Emanuel Carvalho Nobre                  | Árbitro(s): Antonio Emanuel Carvalho Nobre |

| 26 de marzo de 2019, 14:00 | Turquía    | 1:3 (0:1) | Rumania                                   | Complejo Deportivo Arslan Zeki Demirci 1, Manavgat, Turquía |                            |
|                            | - Abay 52' | Reporte   | - 45+1' Stoica - 78', 88' (pen.) Munteanu | Árbitro(s): Kaspar Sjöberg                                  | Árbitro(s): Kaspar Sjöberg |

#### Grupo 2
| Pos. | Equipo                | Pts. | PJ | G | E | P | GF | GC | Dif. | Clasificación |
| ---- | --------------------- | ---- | -- | - | - | - | -- | -- | ---- | ------------- |
| 1    | Países Bajos (H)      | 9    | 3  | 3 | 0 | 0 | 12 | 2  | +10  | Fase Final    |
| 2    | República Checa       | 6    | 3  | 2 | 0 | 1 | 5  | 5  | 0    | Fase Final    |
| 3    | Israel (E)            | 1    | 3  | 0 | 1 | 2 | 0  | 3  | −3   |               |
| 4    | Irlanda del Norte (E) | 1    | 3  | 0 | 1 | 2 | 0  | 7  | −7   |               |

 Fuente: UEFA
| 20 de marzo de 2019, 16:00 | Israel | 0:1 (0:1) | República Checa | Sportpark Zegersloot, Alphen aan den Rijn, Países Bajos |                           |
|                            |        | Reporte   | - 33' Hložek    | Árbitro(s): Marcel Birsan                               | Árbitro(s): Marcel Birsan |

| 20 de marzo de 2019, 19:00 | Países Bajos                                               | 5:0 (2:0) | Irlanda del Norte | Sportpark Juliana, 's-Gravenzande, Países Bajos |                          |
|                            | - Brobbey 36', 69' - Maatsen 40' - Ünüvar 57' - Proper 90' | Reporte   |                   | Árbitro(s): Balázs Berke                        | Árbitro(s): Balázs Berke |

| 23 de marzo de 2019, 13:00 | República Checa         | 2:0 (0:0) | Irlanda del Norte | Sportpark Juliana, 's-Gravenzande, Países Bajos |                          |
|                            | - Hroník 48' - Pech 71' | Reporte   |                   | Árbitro(s): Balázs Berke                        | Árbitro(s): Balázs Berke |

| 23 de marzo de 2019, 16:00 | Países Bajos                 | 2:0 (2:0) | Israel | Sportpark Zegersloot, Alphen aan den Rijn, Países Bajos |                          |
|                            | - Taabouni 27' - Brobbey 30' | Reporte   |        | Árbitro(s): Rauf Jabarov                                | Árbitro(s): Rauf Jabarov |

| 26 de marzo de 2019, 19:00 | República Checa                  | 2:5 (1:1) | Países Bajos                                                | Sportpark Juliana, 's-Gravenzande, Países Bajos |                           |
|                            | - Ševčík 6' - Šilhart 78' (pen.) | Reporte   | - 23', 62' Brobbey - 53' Sankoh - 57' Taabouni - 72' Hansen | Árbitro(s): Marcel Birsan                       | Árbitro(s): Marcel Birsan |

| 26 de marzo de 2019, 19:00 | Irlanda del Norte | 0:0     | Israel | Sportpark Zegersloot, Alphen aan den Rijn, Países Bajos |                          |
|                            |                   | Reporte |        | Árbitro(s): Rauf Jabarov                                | Árbitro(s): Rauf Jabarov |

#### Grupo 3
| Pos. | Equipo           | Pts. | PJ | G | E | P | GF | GC | Dif. | Clasificación |
| ---- | ---------------- | ---- | -- | - | - | - | -- | -- | ---- | ------------- |
| 1    | Inglaterra       | 7    | 3  | 2 | 1 | 0 | 8  | 4  | +4   | Fase Final    |
| 2    | Croacia (E)      | 5    | 3  | 1 | 2 | 0 | 4  | 3  | +1   |               |
| 3    | Suiza (E)        | 2    | 3  | 0 | 2 | 1 | 4  | 7  | −3   |               |
| 4    | Dinamarca (H, E) | 1    | 3  | 0 | 1 | 2 | 5  | 7  | −2   |               |

 Fuente: UEFA
| 21 de marzo de 2019, 15:00 | Croacia                                   | 3:2 (2:1) | Dinamarca                              | Estadio Silkeborg, Silkeborg, Dinamarca |                              |
|                            | - Jurčec 2' - Groznica 10' - Gvardiol 48' | Reporte   | - 16' (a.g.) Džankić - 68' Bjerregaard | Árbitro(s): Nathan Verboomen            | Árbitro(s): Nathan Verboomen |

| 21 de marzo de 2019, 19:00 | Inglaterra                                                       | 5:2 (3:0) | Suiza                         | Estadio Silkeborg, Silkeborg, Dinamarca |                             |
|                            | - Rogers 22', 80' - Greenwood 30', 32' (pen.) - Fazlic 56' (a.g) | Reporte   | - 52' De Donno - 68' Stergiou | Árbitro(s): Ondrej Pechanec             | Árbitro(s): Ondrej Pechanec |

| 24 de marzo de 2019, 13:00 | Inglaterra | 0:0     | Croacia | Estadio Silkeborg, Silkeborg, Dinamarca |                             |
|                            |            | Reporte |         | Árbitro(s): Ondrej Pechanec             | Árbitro(s): Ondrej Pechanec |

| 24 de marzo de 2019, 17:00 | Dinamarca               | 1:1 (1:0) | Suiza           | Estadio Silkeborg, Silkeborg, Dinamarca |                             |
|                            | - De Donno 45+1' (a.g.) | Reporte   | - 62' Reichmuth | Árbitro(s): Laurent Kopriwa             | Árbitro(s): Laurent Kopriwa |

| 27 de marzo de 2019, 14:00 | Dinamarca                 | 2:3 (0:0) | Inglaterra                          | Estadio Silkeborg, Silkeborg, Dinamarca |                              |
|                            | - Zaar 62' - Faghir 90+1' | Reporte   | - 79', 90+2' Madueke - 87' Gelhardt | Árbitro(s): Nathan Verboomen            | Árbitro(s): Nathan Verboomen |

| 27 de marzo de 2019, 14:00 | Suiza                | 1:1 (0:0) | Croacia          | Vorup Stadion, Randers, Dinamarca |                             |
|                            | - Kasongo 65' (pen.) | Reporte   | - 66' Branšteter | Árbitro(s): Laurent Kopriwa       | Árbitro(s): Laurent Kopriwa |

#### Grupo 4
| Pos. | Equipo          | Pts. | PJ | G | E | P | GF | GC | Dif. | Clasificación |
| ---- | --------------- | ---- | -- | - | - | - | -- | -- | ---- | ------------- |
| 1    | Islandia        | 7    | 3  | 2 | 1 | 0 | 9  | 5  | +4   | Fase Final    |
| 2    | Alemania (H)    | 5    | 3  | 1 | 2 | 0 | 5  | 4  | +1   | Fase Final    |
| 3    | Bielorrusia (E) | 2    | 3  | 0 | 2 | 1 | 3  | 6  | −3   |               |
| 4    | Eslovenia (E)   | 1    | 3  | 0 | 1 | 2 | 2  | 4  | −2   |               |

 Fuente: UEFA
| 20 de marzo de 2019, 12:00 | Alemania     | 1:1 (1:0) | Bielorrusia      | Stadion Im Haag, Idar-Oberstein, Alemania |                                |
|                            | - Adeyemi 8' | Reporte   | - 57' Lisakovich | Árbitro(s): Zaven Hovhannisyan            | Árbitro(s): Zaven Hovhannisyan |

| 20 de marzo de 2019, 17:30 | Islandia                   | 2:1 (2:0) | Eslovenia   | Stadion Im Haag, Idar-Oberstein, Alemania |                               |
|                            | - Djuric 8' - Gíslason 35' | Reporte   | - 82' Panič | Árbitro(s): Nikolas Neokleous             | Árbitro(s): Nikolas Neokleous |

| 23 de marzo de 2019, 12:00 | Alemania                              | 3:3 (2:1) | Islandia                                 | Wormatia-Stadion, Worms, Alemania |                              |
|                            | - Adeyemi 6' - Tillman 45' - Lang 58' | Reporte   | - 18', 50' (pen.), 61' (pen.) Guðjohnsen | Árbitro(s): Donald Robertson      | Árbitro(s): Donald Robertson |

| 23 de marzo de 2019, 17:30 | Eslovenia   | 1:1 (1:0) | Bielorrusia    | Wormatia-Stadion, Worms, Alemania |                                |
|                            | - Panič 31' | Reporte   | - 78' Shestyuk | Árbitro(s): Zaven Hovhannisyan    | Árbitro(s): Zaven Hovhannisyan |

| 26 de marzo de 2019, 12:00 | Eslovenia | 0:1 (0:0) | Alemania   | Sportpark Husterhöhe, Pirmasens, Alemania |                              |
|                            |           | Reporte   | - 77' Netz | Árbitro(s): Donald Robertson              | Árbitro(s): Donald Robertson |

| 26 de marzo de 2019, 12:00 | Bielorrusia    | 1:4 (0:1) | Islandia                                                        | Stadion Im Haag, Idar-Oberstein, Alemania |                               |
|                            | - Shestyuk 88' | Reporte   | - 13', 49' Jóhannesson - 73' Guðjohnsen - 86' (pen.) Baldursson | Árbitro(s): Nikolas Neokleous             | Árbitro(s): Nikolas Neokleous |

#### Grupo 5
País anfitrión: Suiza (país neutral) España fue originalmente la sede del grupo, los partidos se disputarían entre el 20 y el 26 de marzo de 2019, sin embargo, la negativa de España a respetar la bandera e himno nacional de Kosovo obligó a la UEFA a cambiar la sede de partidos. Como Ucrania y Grecia, los otros dos equipos del grupo, tampoco reconocen la independencia de Kosovo, la UEFA decidió que el grupo se jugaría en el país anfitrión neutral de Suiza entre el 25 y el 31 de marzo de 2019.</ref>
| Pos. | Equipo      | Pts. | PJ | G | E | P | GF | GC | Dif. | Clasificación |
| ---- | ----------- | ---- | -- | - | - | - | -- | -- | ---- | ------------- |
| 1    | España      | 9    | 3  | 3 | 0 | 0 | 4  | 0  | +4   | Fase Final    |
| 2    | Grecia      | 6    | 3  | 2 | 0 | 1 | 3  | 2  | +1   | Fase Final    |
| 3    | Ucrania (E) | 3    | 3  | 1 | 0 | 2 | 2  | 2  | 0    |               |
| 4    | Kosovo (E)  | 0    | 3  | 0 | 0 | 3 | 0  | 5  | −5   |               |

 Fuente: UEFA
| 25 de marzo de 2019, 11:00 | KOS | 0:2 (0:2) | Ucrania                      | Centre Sportif de Colovray, Nyon, Suiza |                           |
|                            |     | Reporte   | - 19' Batahov - 27' V'Yunnik | Árbitro(s): Gal Leibovitz               | Árbitro(s): Gal Leibovitz |

| 25 de marzo de 2019, 14:00 | España                          | 2:0 (0:0) | Grecia | Centre Sportif de Colovray, Nyon, Suiza |                           |
|                            | - Valera 66' - Gomez Grillo 72' | Reporte   |        | Árbitro(s): Keith Kennedy               | Árbitro(s): Keith Kennedy |

| 28 de marzo de 2019, 11:00 | Ucrania | 0:1 (0:0) | Grecia       | Centre Sportif de Colovray, Nyon, Suiza |                           |
|                            |         | Reporte   | - 57' Tzolis | Árbitro(s): Keith Kennedy               | Árbitro(s): Keith Kennedy |

| 28 de marzo de 2019, 14:00 | España       | 1:0 (0:0) | Kosovo | Centre Sportif de Colovray, Nyon, Suiza |                                |
|                            | - Moreno 54' | Reporte   |        | Árbitro(s): Sebastian Gishamer          | Árbitro(s): Sebastian Gishamer |

| 31 de marzo de 2019, 14:00 | Ucrania | 0:1 (0:0) | España                | Centre Sportif de Colovray, Nyon, Suiza |                                |
|                            |         | Reporte   | - 90' Turrientes Imaz | Árbitro(s): Sebastian Gishamer          | Árbitro(s): Sebastian Gishamer |

| 31 de marzo de 2019, 14:00 | Grecia                   | 2:0 (2:0) | Kosovo | Centre Sportif de Colovray, Nyon, Suiza |                           |
|                            | - Tzolis 19' (pen.), 42' | Reporte   |        | Árbitro(s): Gal Leibovitz               | Árbitro(s): Gal Leibovitz |

#### Grupo 6
| Pos. | Equipo         | Pts. | PJ | G | E | P | GF | GC | Dif. | Clasificación |
| ---- | -------------- | ---- | -- | - | - | - | -- | -- | ---- | ------------- |
| 1    | Portugal       | 9    | 3  | 3 | 0 | 0 | 6  | 2  | +4   | Fase Final    |
| 2    | Rusia          | 6    | 3  | 2 | 0 | 1 | 7  | 4  | +3   | Fase Final    |
| 3    | Polonia (E)    | 1    | 3  | 0 | 1 | 2 | 4  | 6  | −2   |               |
| 4    | Escocia (H, E) | 1    | 3  | 0 | 1 | 2 | 1  | 6  | −5   |               |

 Fuente: UEFA
| 20 de marzo de 2019, 16:00 | Polonia                          | 2:3 (2:1) | Rusia                                             | Firhill Stadium, Glasgow, Escocia |                                   |
|                            | - Biegański 4' - Marchwiński 39' | Reporte   | - 17' Gubzhokov - 50' Oznobikhin - 78' Shapovalov | Árbitro(s): Helgi Mikael Jónasson | Árbitro(s): Helgi Mikael Jónasson |

| 20 de marzo de 2019, 18:00 | Portugal                      | 2:0 (2:0) | Escocia | St Mirren Park, Paisley, Escocia |                               |
|                            | - Gerson 4' - Fábio Silva 25' | Reporte   |         | Árbitro(s): Oskari Hämäläinen    | Árbitro(s): Oskari Hämäläinen |

| 23 de marzo de 2019, 12:00 | Portugal                  | 2:1 (2:0) | Polonia        | Cappielow, Greenock, Escocia |                         |
|                            | - Brazão 10' - Gerson 29' | Reporte   | - 79' Zalewski | Árbitro(s): Ümit Öztürk      | Árbitro(s): Ümit Öztürk |

| 23 de marzo de 2019, 16:00 | Rusia                                          | 3:0 (2:0) | Escocia | St Mirren Park, Paisley, Escocia |                               |
|                            | - Konyukhov 24' - Savinov 32' - Shapovalov 71' | Reporte   |         | Árbitro(s): Oskari Hämäläinen    | Árbitro(s): Oskari Hämäläinen |

| 26 de marzo de 2019, 17:00 | Rusia           | 1:2 (1:1) | Portugal                        | Cappielow, Greenock, Escocia |                         |
|                            | - Schetinin 18' | Reporte   | - 9' (pen.) Quizera - 81' Silva | Árbitro(s): Ümit Öztürk      | Árbitro(s): Ümit Öztürk |

| 26 de marzo de 2019, 17:00 | Escocia              | 1:1 (0:1) | Polonia      | Firhill Stadium, Glasgow, Escocia |                                   |
|                            | - Dickson-Peters 82' | Reporte   | - 7' Rakoczy | Árbitro(s): Helgi Mikael Jónasson | Árbitro(s): Helgi Mikael Jónasson |

#### Grupo 7
| Pos. | Equipo                   | Pts. | PJ | G | E | P | GF | GC | Dif. | Clasificación |
| ---- | ------------------------ | ---- | -- | - | - | - | -- | -- | ---- | ------------- |
| 1    | Bélgica                  | 9    | 3  | 3 | 0 | 0 | 8  | 2  | +6   | Fase Final    |
| 2    | Hungría (H)              | 6    | 3  | 2 | 0 | 1 | 4  | 4  | 0    | Fase Final    |
| 3    | Noruega (E)              | 3    | 3  | 1 | 0 | 2 | 2  | 5  | −3   |               |
| 4    | Bosnia y Herzegovina (E) | 0    | 3  | 0 | 0 | 3 | 1  | 4  | −3   |               |

 Fuente: UEFA
| 26 de marzo de 2019, 16:00 | Bélgica      | 1:0 (1:0) | Bosnia y Herzegovina | Pancho Aréna, campo 4, Felcsút, Hungría |                          |
|                            | - Engolo 14' | Reporte   |                      | Árbitro(s): Morten Krogh                | Árbitro(s): Morten Krogh |

| 26 de marzo de 2019, 20:00 | Noruega | 0:1 (0:0) | Hungría        | Globall Football Park, Telki, Hungría |                           |
|                            |         | Reporte   | - 90' Zuigeber | Árbitro(s): Rahim Hasanov             | Árbitro(s): Rahim Hasanov |

| 29 de marzo de 2019, 16:00 | Bélgica                        | 3:0 (1:0) | Noruega | Hévízi úti Stadion, Budapest, Hungría  |                                        |
|                            | - Kalulika 37', 72' - Doku 67' | Reporte   |         | Árbitro(s): Aristotelis Diamantopoulos | Árbitro(s): Aristotelis Diamantopoulos |

| 29 de marzo de 2019, 16:00 | Hungría        | 1:0 (1:0) | Bosnia y Herzegovina | Globall Football Park, Telki, Hungría |                          |
|                            | - Zuigeber 37' | Reporte   |                      | Árbitro(s): Morten Krogh              | Árbitro(s): Morten Krogh |

| 01 de abril de 2019, 16:30 | Hungría                   | 2:4 (1:2) | Bélgica                                                | Globall Football Park, Telki, Hungría  |                                        |
|                            | - Szalay 11' - Kalmár 85' | Reporte   | - 29' (pen.), 56' (pen.) Doku - 45' Landu - 48' Baeten | Árbitro(s): Aristotelis Diamantopoulos | Árbitro(s): Aristotelis Diamantopoulos |

| 01 de abril de 2019, 16:30 | Bosnia y Herzegovina | 1:2 (0:0) | Noruega                       | Pancho Aréna, campo 4, Felcsút, Hungría |                           |
|                            | - Bobarič 90+3'      | Reporte   | - 49' Tveiten - 88' Melkersen | Árbitro(s): Rahim Hasanov               | Árbitro(s): Rahim Hasanov |

#### Grupo 8
| Pos. | Equipo         | Pts. | PJ | G | E | P | GF | GC | Dif. | Clasificación         |
| ---- | -------------- | ---- | -- | - | - | - | -- | -- | ---- | --------------------- |
| 1    | Francia        | 9    | 3  | 3 | 0 | 0 | 6  | 0  | +6   | #fase Final de Grupos |
| 2    | Suecia         | 4    | 3  | 1 | 1 | 1 | 2  | 3  | −1   | #fase Final de Grupos |
| 3    | Serbia (H, E)  | 3    | 3  | 1 | 0 | 2 | 4  | 4  | 0    |                       |
| 4    | Eslovaquia (E) | 1    | 3  | 0 | 1 | 2 | 1  | 6  | −5   |                       |

 Fuente: UEFA
| 26 de marzo de 2019, 17:00 | Suecia | 0:2 (0:1) | Francia                         | Sports Center of FA of Serbia, Stara Pazova, Serbia |                             |
|                            |        | Reporte   | - 4' Traore - 79' (pen.) Agoume | Árbitro(s): Robert Hennessy                         | Árbitro(s): Robert Hennessy |

| 26 de marzo de 2019, 12:00 | Eslovaquia   | 1:3 (1:1) | Serbia                                    | Sports Center of FA of Serbia, Stara Pazova, Serbia |                                |
|                            | - Mojžiš 32' | Reporte   | - 2' Blagojević - 47' Babić - 78' Ergelas | Árbitro(s): Bram Van Driessche                      | Árbitro(s): Bram Van Driessche |

| 29 de marzo de 2019, 12:00 | Eslovaquia | 0:0     | Suecia | Sports Center of FA of Serbia, Stara Pazova, Serbia |                               |
|                            |            | Reporte |        | Árbitro(s): Emmanouil Skoulas                       | Árbitro(s): Emmanouil Skoulas |

| 29 de marzo de 2019, 17:00 | Francia    | 1:0 (1:0) | Serbia | Sports Center of FA of Serbia, Stara Pazova, Serbia |                             |
|                            | - Mbuku 7' | Reporte   |        | Árbitro(s): Robert Hennessy                         | Árbitro(s): Robert Hennessy |

| 01 de abril de 2019, 14:00 | Francia                                                  | 3:0 (2:0) | Eslovaquia | Zemun Stadium, Belgrado, Serbia |                                |
|                            | - Agoume 24' - Leitner 44' (a.g.) - Aouchiche 81' (pen.) | Reporte   |            | Árbitro(s): Bram Van Driessche  | Árbitro(s): Bram Van Driessche |

| 01 de abril de 2019, 14:00 | Serbia           | 1:2 (0:1) | Suecia                    | Sports Center of FA of Serbia, Stara Pazova, Serbia |                               |
|                            | - Kremenović 89' | Reporte   | - 40' (pen.), 90+5' Prica | Árbitro(s): Emmanouil Skoulas                       | Árbitro(s): Emmanouil Skoulas |

### Ranking de los segundos puestos
Los siete mejores segundos lugares de los 8 grupos pasarán a la siguiente ronda junto a los ganadores de cada grupo. (Se contabilizan los resultados obtenidos en contra de los ganadores y los terceros clasificados de cada grupo). Quien no clasificó fue Croacia.
| Pos. | Grp. | Equipo          | Pts. | PJ | G | E | P | GF | GC | Dif. | Clasificación |
| ---- | ---- | --------------- | ---- | -- | - | - | - | -- | -- | ---- | ------------- |
| 1    | 1    | Austria         | 3    | 2  | 1 | 0 | 1 | 6  | 5  | +1   | Fase Final    |
| 2    | 6    | Rusia           | 3    | 2  | 1 | 0 | 1 | 4  | 4  | 0    | Fase Final    |
| 3    | 7    | Hungría         | 3    | 2  | 1 | 0 | 1 | 3  | 4  | −1   | Fase Final    |
| 4    | 8    | Suecia          | 3    | 2  | 1 | 0 | 1 | 2  | 3  | −1   | Fase Final    |
| 5    | 5    | Grecia          | 3    | 2  | 1 | 0 | 1 | 1  | 2  | −1   | Fase Final    |
| 6    | 2    | República Checa | 3    | 2  | 1 | 0 | 1 | 3  | 5  | −2   | Fase Final    |
| 7    | 4    | Alemania        | 2    | 2  | 0 | 2 | 0 | 4  | 4  | 0    | Fase Final    |
| 8    | 3    | Croacia (E)     | 2    | 2  | 0 | 2 | 0 | 1  | 1  | 0    |               |

 Fuente: UEFA
Criterios de clasificación: 1) puntos; 2) gol diferencia; 3) goles anotados; 4) puntos disciplinarios; 5) coeficiente; 6) sorteo.